# Guerras romano-veias

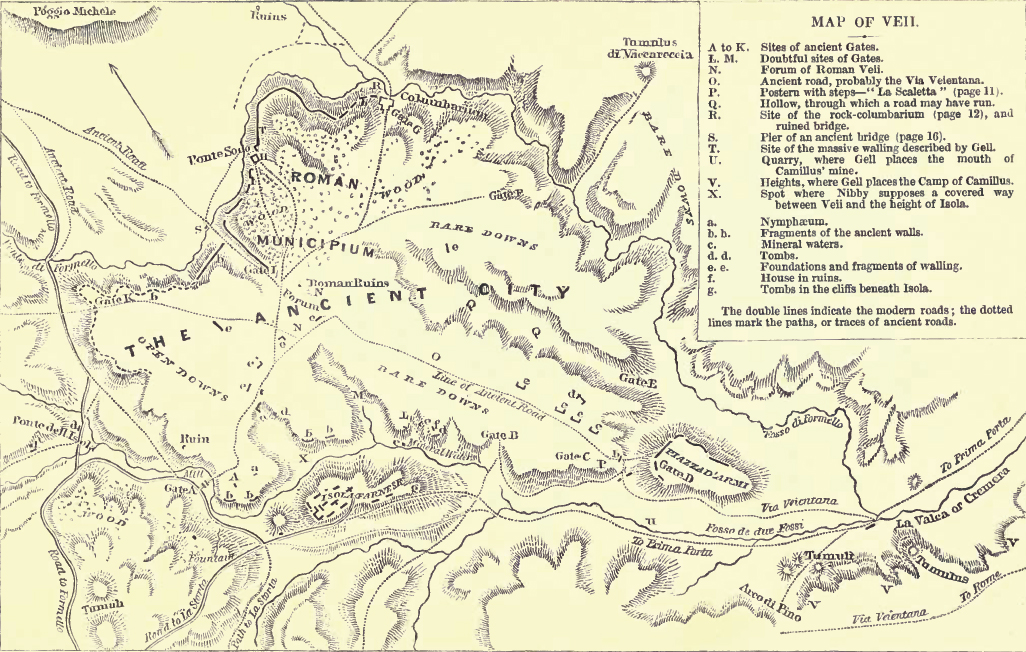
Mapa de Veios.

Território de Fidenas (em amarelo), vizinho de Roma.

As guerras romano-veias foram uma série de conflitos travados entre a República Romana e a cidade etrusca vizinha de Veios durante os séculos V e IV a.C. como parte do conflito mais amplo conhecido como guerras romano-etruscas. As guerras entre as duas cidades foram uma constante na história do Lácio antigo a partir do século VIII a.C.. Depois de sua mítica fundação por Rômulo, Roma encontrou um inimigo terrível e determinado em Veios. As motivações eram geralmente o domínio das rotas comerciais que cruzavam o Tibre e, ao longo dos séculos, foi adquirindo outros elementos complicadores, como a pressão dos sabinos contra Roma, as necessidades de expansão dos romanos e suas necessidades de abastecimento. Na prática, a prosperidade de uma significava a pobreza da outra.
O conflito terminou em 396 a.C. com a captura e a anexação de Veios à República Romana, o que deu a Roma o domínio sobre a Etrúria meridional.

## Primeira guerra de Veios (485 –474 a. C.)
Este primeiro conflito foi iniciado por causa de incidentes de fronteira provocados por Roma, que queria o controle dos bosques na foz do Tibre e o controle da Via Salária. Depois de uma vitória inicial na Batalha de Veios, liderada pelos cônsules Marco Fábio Vibulano e Cneu Mânlio Cincinato, os romanos saquearam todo o território de Veios e voltaram para casa. Três anos depois, aconteceu a o principal combate da guerra, a Batalha de Cremera, em 477 a.C., com um vitória de Veios sobre a gente patrícia dos Fábios, que assumiram praticamente sozinhos a condução da guerra. Mais de trezentos dos principais expoentes da gente sucumbiu à introdução, pelos etruscos, de uma nova tática de guerra até então desconhecida na península Itálica, a falange hoplita. Até então, as guerras eram travadas na base do combate singular e o efeito foi devastador, com apenas um membro sobrevivente em Roma (por ser muito jovem), Quinto Fábio Vibulano, que foi cônsul em 467 a.C..
Depois da vitória em Cremera, os veios avançaram até as portas de Roma, mas foram derrotados na Batalha do Janículo pelos cônsules Aulo Vergínio Tricosto Rutilo e Espúrio Servílio Prisco. No ano seguinte, o cônsul Públio Valério Publícola conseguiu mais uma vitória na Batalha de Veios depois que os sabinos resolveram se juntar à revolta.
A guerra terminou com uma trégua vantajosa para os veios, que permaneceram de possa da cidade de Fidenas, que impede o comércio romano com a Etrúria.

## Segunda Guerra de Veios (438–425 a.C.)
Esta segunda guerra surge como consequência do assassinato de um legado romano pelo tirano de Veios, Lars Tolúmnio. Ela terminou com a captura de Fidenas, uma cidade etrusca na margem romana do Tibre e estratégica para o comércio na região.

## Terceira guerra de Veios (406–396 a.C.)
A terceira e última guerra contra Veios começou com um cerco romano que durou dez anos. Apenas algumas cidades etruscas entraram na luta para ajudar Veios, como Cápua, Falérios e Tarquinia. A cidade etrusca de Cere entrou na guerra apoiando os romanos. Sob o comando de Marco Fúrio Camilo, a cidade finalmente caiu e foi anexada à República Romana.
Esta vitória foi importante para Roma pois marcou o início da decadência final da Etrúria, ameaçada ao norte pelos celtas e ao sul por Roma, assim como o início da expansão romana que culminará na conquista de toda a Itália.